# Sexy Cora
Sexy Cora född Carolin Ebert, född 2 maj 1987 i Östberlin, död 20 januari 2011 i Hamburg, var en tysk porraktris, modell och dokusåpadeltagare. Hon deltog i den tionde säsongen av den tyska versionen av Big Brother. Ebert släppte också två musiksinglar efter sitt deltagande i programmet som hette,  "My Love – La, La, La" och "Lass uns kicken (Alles klar wunderbar)". Ebert drabbades 11 januari 2011 av en hjärtinfarkt under en bröstförstoringsoperation på en skönhetsklinik i Hamburg, detta var hennes sjätte operation. Hon dog på sjukhus den 20 januari samma år. En läkare dömdes senare för vållande till annans död.
År 2009 fick Ebert åka till sjukhus för observation då hon mådde illa efter att ha försökt slå världsrekord i att ge flest män oralsex. Rekordet låg på 200 män. Efter 75 stycken började hon må illa och uppsökte läkare.